# Mister President (stripreeks)
Mister President is een Belgische stripreeks die begonnen is in oktober 2004 met Frédéric Seron als schrijver en tekenaar.

## Albums
Alle albums zijn geschreven en getekend door Frédéric Seron en uitgegeven door Le Lombard.
1. Mister President